# Мазурин, Василий Яковлевич
Васи́лий Я́ковлевич Мазу́рин (14 января 1900 года, с. Долгое Поле, ныне Спасский район, Нижегородская область — неизвестно) — советский военный деятель, полковник (1943 год).

## Начальная биография
Василий Яковлевич Мазурин родился 14 января 1900 года в селе Долгое Поле ныне Спасского района Нижегородской области.

## Военная служба

### Гражданская война
В феврале 1920 года был призван в ряды РККА и направлен на учёбу на 24-е Нижегородские курсы комсостава, после окончания которых в марте 1921 года был назначен на должность командира взвода на этих курсах.

### Межвоенное время
В июне 1921 года был назначен на должность командира взвода сначала на 95-х пехотных Уфимских курсах, преобразованных впоследствии в 12-е Уфимские пехотные курсы, а затем — на аналогичные должности в Башкирском военкомате и 97-м стрелковом Уфимском полку. В ноябре 1923 года был направлен на учёбу на Смоленские повторные курсы комсостава, после окончания которых в июне 1924 года вновь был назначен на должность командира взвода в 97-м стрелковом полку, а в октябре 1926 года был переведён в 87-й стрелковый полк, где служил на должностях командира взвода и помощника командира роты, а в декабре 1927 года был назначен на должность помощника командира роты 99-го стрелкового полка.
В ноябре 1929 года был направлен на учёбу на курсы усовершенствования при Управлении делами НКВД и РВС СССР в Военной академии имени М. В. Фрунзе, после окончания которых в апреле 1930 года был назначен на должность начальника 5-го отделения штаба 5-й стрелковой дивизии (Белорусский военный округ).
В октябре того же года был направлен на учёбу на курсы усовершенствования начальствующего состава при 8-м отделе Штаба РККА, после окончания которых в августе 1931 года был назначен на должность начальника 5-го отделения штаба 7-й стрелковой дивизии, а в мае 1934 года был направлен в 15-й стрелковый корпус (Украинский военный округ), дислоцированный в Чернигове, где служил на должностях начальника 3-й и 6-й частей, начальника 4-го отделения штаба.
В октябре 1938 года был направлен на учёбу в Военную академию имени М. В. Фрунзе, после окончания которой с отличием в ноябре 1939 года был направлен в Одесский военный округ, где служил на должностях начальника 2-го, затем 1-го отделения 2-го отдела и начальника отдела боевой подготовки штаба округа.

### Великая Отечественная война
С началом войны Мазурин находился на прежней должности.
В июле 1941 года был назначен на должность помощника начальника оперативного отдела штаба 9-й армии, затем — на должности старшего помощника начальника отдела боевой подготовки и начальника отдела боевой подготовки штаба армии. Принимал участие в оборонительных боевых действиях в Молдавии, а затем — на реках Днестр, Южный Буг в районе Николаева, Днепр в его нижнем течении, а также в Донбасской оборонительной, Ростовских оборонительной и наступательной операциях.
В марте 1942 года был назначен на должность начальника штаба 75-й, в ноябре — на должность начальника штаба 402-й, а в мае 1943 года — на должность начальника штаба 127-й стрелковых дивизий, а в октябре — на должность начальника оперативного отдела штаба 67-го стрелкового корпуса.
В апреле 1944 года Мазурин был назначен на должность начальника штаба 47-го стрелкового корпуса. В период с 22 по 30 апреля исполнял должность командира этого же корпуса, который занимал оборону по левому берегу р. Серет на рубеже населенных пунктов Тудоров — Выгнанка — Угры. Корпус занимался боевой подготовкой, а также проводил частные операции по ликвидации бандеровцев. В ходе боевых действий Мазурин со своими обязанностями не справился и был отстранён от занимаемой должности, после чего назначен на должность заместителя командира 24-й стрелковой дивизии.
С ноября 1944 года состоял в распоряжении Главного управления кадров НКО в резерве при Высшей военной академии имени К. Е. Ворошилова.

### Послевоенная карьера
После окончания войны полковник Мазурин был направлен на учёбу на ускоренный курс при Высшей военной академии имени К. Е. Ворошилова, после окончания которого в январе 1946 года был направлен на преподавательскую работу в Военную академию имени М. В. Фрунзе, служил на должностях старшего преподавателя кафедры общей тактики, старшего преподавателя по оперативно-тактической подготовке — тактического руководителя учебной группы основного и заочного факультетов, вновь старшего преподавателя кафедры общей тактики.
Полковник Василий Яковлевич Мазурин в декабре 1954 года вышел в запас.

## Награды
- Орден Ленина;
- Два ордена Красного Знамени;
- Орден Богдана Хмельницкого 2 степени;
- Орден Отечественной войны 1 и 2 степеней;
- Медали.